# 2007年大西洋飓风季时间轴

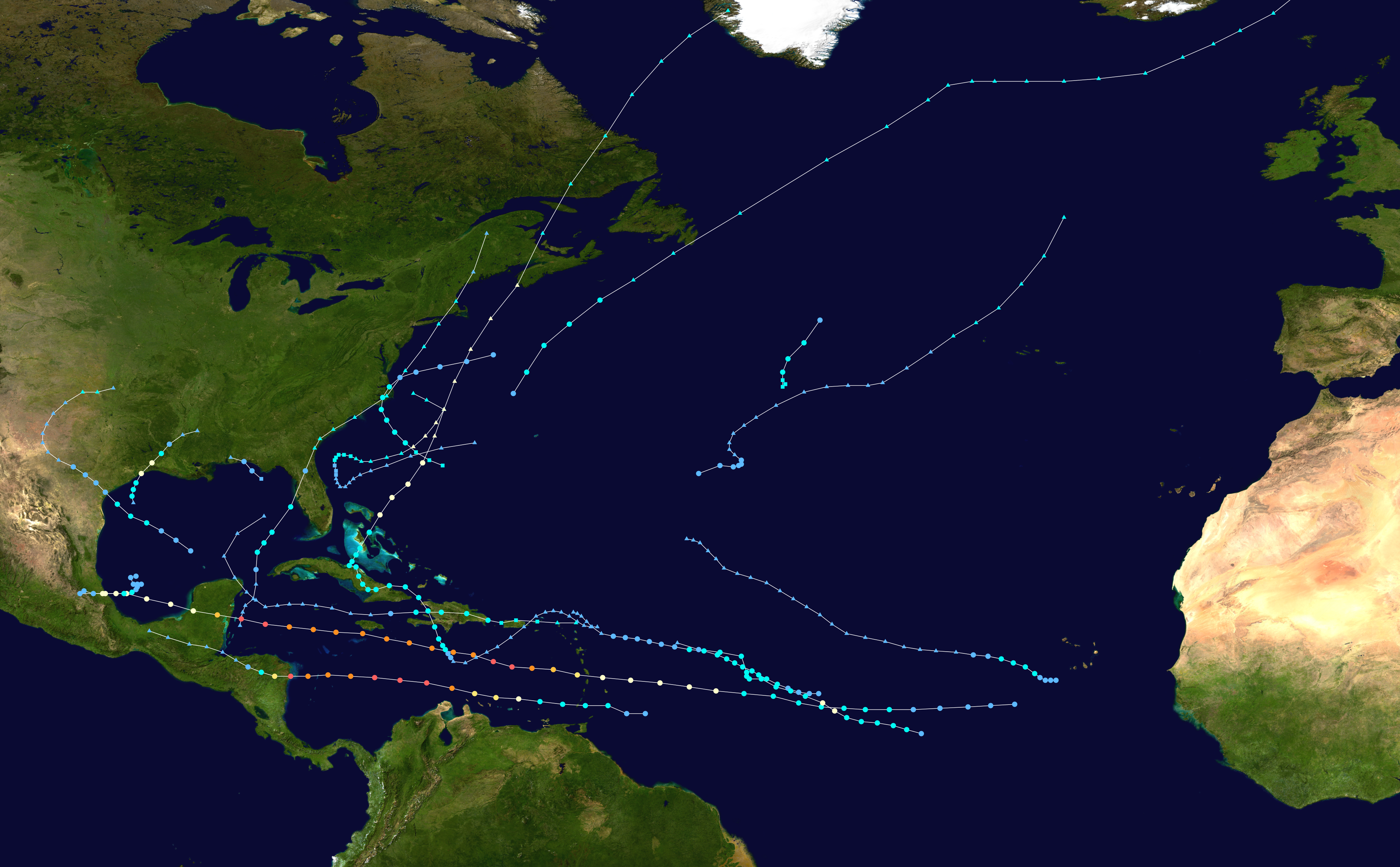
2007年大西洋飓风季所有风暴的路径图。

2007年大西洋飓风季时间表中记录了2007年大西洋飓风季期间大西洋盆地所有热带和亚热带气旋形成、增强、减弱、登陆、转变成温带气旋以及消散的具体信息。飓风季于2007年6月1日正式开始，同年11月30日结束，传统上这样的日期界定了一年中绝大多数热带气旋在大西洋形成的时间段，但亚热带风暴安德烈亚早在5月9日就已形成，热带风暴奥尔加又一直到12月7日才消散。美国国家飓风中心每年都会对前一年飓风季的所有天气系统进行重新分析，并根据结果更新其风暴数据库，因此以下时间轴内还包含有实际操作中没有发布的信息。包括风速、位置、距离在内的所有数字都是经四舍五入换算成整数。
全季一共形成了17个热带气旋，其中15个达到热带风暴强度，6场成为飓风，两场大型飓风。飓风迪安是全季最强烈的飓风，截至2014年6月仍然可以在有纪录以来的所有大西洋飓风中排到第七位，还能在所有登陆过的大西洋飓风中排名第三。2007年大西洋飓风季还是有纪录以来仅有的4个形成超过一场五级飓风的大西洋飓风季，也是第二次有大西洋飓风和太平洋飓风在同一天登陆，分别是飓风费利克斯和飓风亨丽埃特。这年9月一共存在有8场风暴，追平了历史最高纪录，不过其中大部分的强度都比较弱，持续时间也较短。除了迪安和费利克斯外，其它所有气旋都未能超越一级飓风的强度标准。

## 风暴时间表

### 5月
5月9日

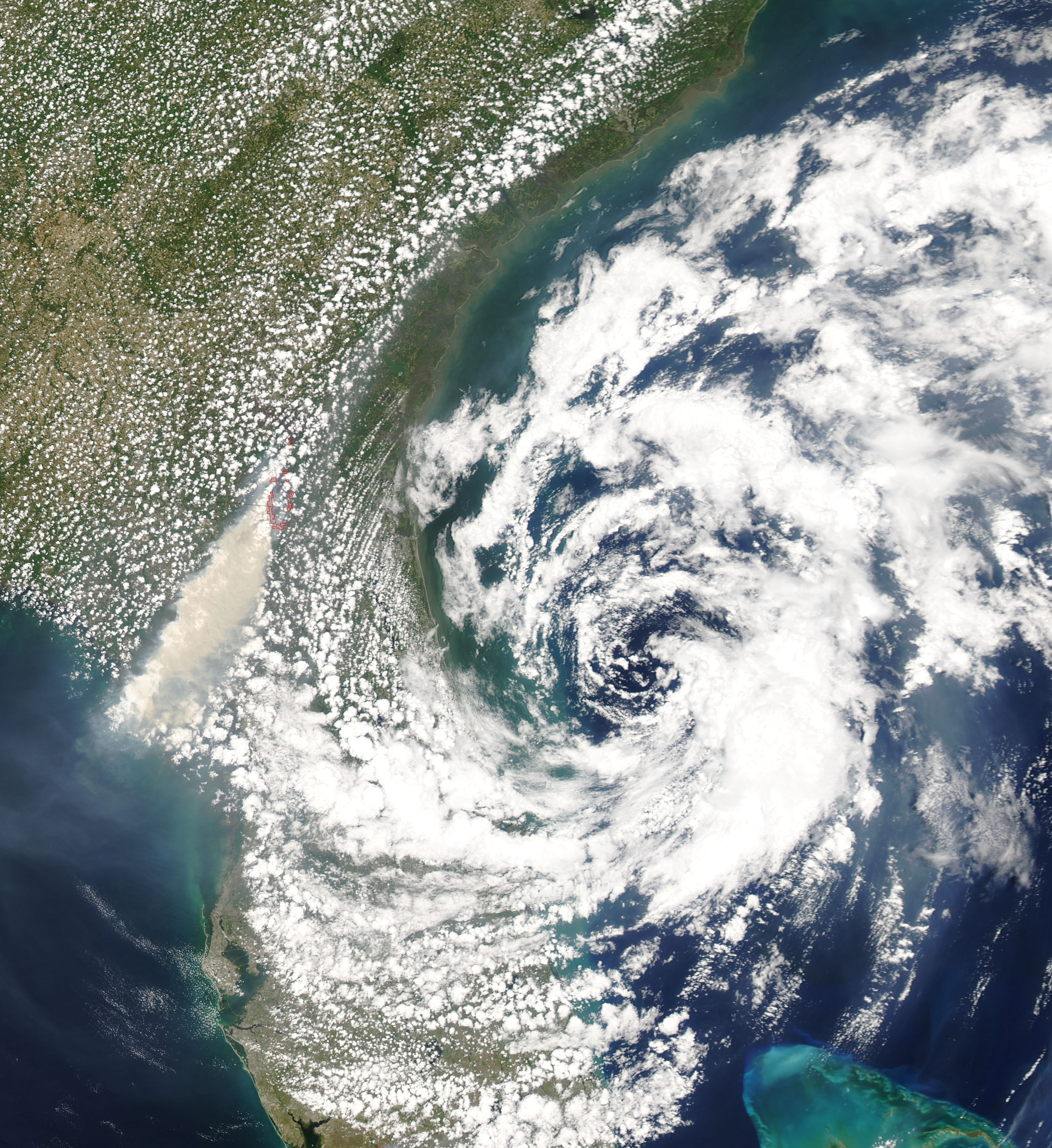
位于佛罗里达州近海的亚热带风暴安德烈亚。

- 协调世界时早上6点：亚热带风暴安德烈亚在佛罗里达州杰克逊维尔以东约280公里海域形成。

5月10日
- 中午12点：亚热带风暴安德烈亚减弱成亚热带低气压。

5月11日
- 早上6点：亚热带低气压安德烈亚降级成残留低气压。

### 6月
6月1日
- 凌晨4点：2007年大西洋飓风季正式开始。
- 中午12点：古巴最西端的西北部近海有一股热带低气压形成。
- 下午18点：古巴附近的热带低气压强化成热带风暴并因此获名“巴里”（Barry）。

6月2日
- 下午14点：热带风暴巴里减弱成热带低气压，并以每小时55公里风速从坦帕湾附近登陆。

6月3日
- 凌晨0点：热带低气压巴里转变成温带气旋。

### 7月
7月31日
- 凌晨0点：第三号热带低气压在百慕大西北偏北方向约430公里洋面形成。
- 早上6点：第三号热带低气压增加成热带风暴并获命名为“尚塔尔”（Chantal）。

### 8月
8月1日
- 早上6点：热带风暴尚塔尔转变成温带气旋。

8月13日
- 早上6点：第四号热带低气压在佛得角群岛最南端的西南偏西方向约840公里海域形成。

8月14日
- 中午12点：第四号热带低气压升级成热带风暴迪安。

8月15日
- 凌晨0点：第五号热带低气压在墨西哥湾中部形成。
- 下午18点：第五号热带低气压强化成热带风暴艾琳。

8月16日
- 早上6点：热带风暴迪安成为2007年大西洋飓风季的首场飓风。
- 上午10点30分：热带风暴艾琳以风力时速65公里强度从德克萨斯州圣约瑟夫岛附近登陆。
- 中午12点：热带风暴艾琳降级成热带低气压。
- 中午12点：飓风迪安增强至二级强度标准。

8月17日
- 中午12点：热带低气压艾琳在德克萨斯州圣安吉洛约93公里洋面退化成残留低气压。
- 下午18点：飓风迪安成为本季第一场大型飓风。

8月18日
- 凌晨0点：飓风迪安达到四级飓风标准。
- 早上6点：飓风迪安成为五级飓风。
- 下午18点：飓风迪安的强度回落到四级标准。

8月21日

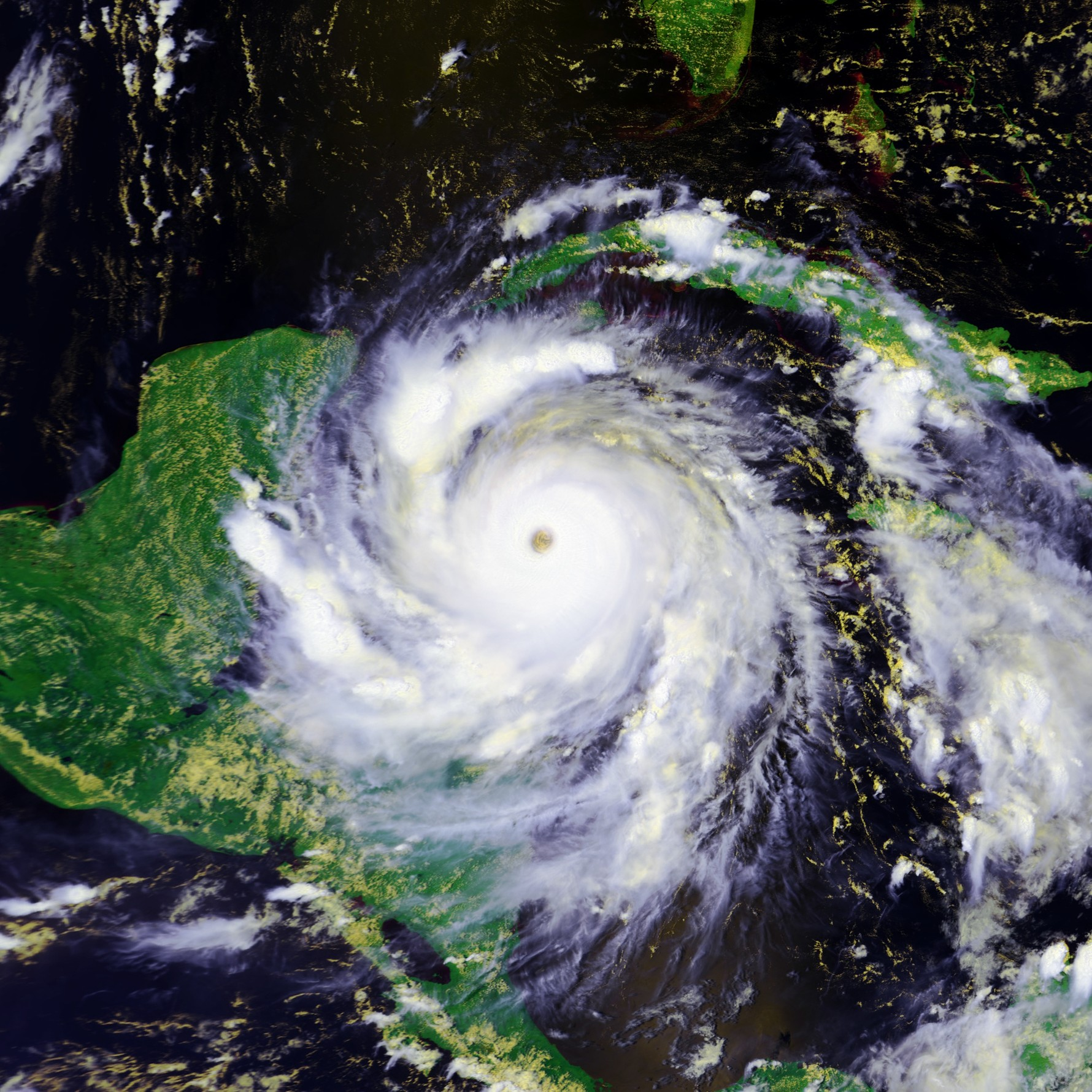
即将进行首次登陆的飓风迪安。

- 凌晨0点：飓风迪安再度达到五级强度。
- 上午8点30分：飓风迪安以每小时280公里风速从墨西哥金塔纳罗奥州科斯塔玛雅（Costa Maya）地区小镇玛哈瓦（Majahual）附近登陆。

8月22日
- 下午16点30分：飓风迪安再度强化成二级飓风。
- 下午16点30分：飓风迪安以风力时速160公里强度在韦拉克鲁斯州东海岸小镇特科卢特拉（Tecolutla）附近进行了第二次、也是最后一次登陆。

8月23日
- 凌晨0点：飓风迪安在墨西哥内陆上空减弱成热带低气压。
- 早上6点：热带低气压迪安在墨西哥内陆上空消散。

8月31日
- 中午12点：第六号热带低气压在向风群岛以东海域形成。

### 9月
9月1日
- 凌晨0点：第六号热带低气压达到热带风暴标准并获命名“费利克斯”（Felix）。
- 上午8点45分：热带风暴费利克斯以每小时85公里风速登陆格林纳达。

9月2日

从国际空间站所拍飓风费利克斯的照片，风暴这时已接近最高强度。

- 凌晨0点：热带风暴费利克斯发展成本季第二场飓风。
- 早上6点：飓风费利克斯达到二级飓风标准。
- 下午18点：飓风费利克斯成为四级飓风

9月3日
- 早上6点：飓风费利克斯成为本季第二场五级飓风。

9月4日
- 中午12点：飓风费利克斯以风力时速260公里强度从尼加拉瓜蓬塔戈尔达（Punta Gorda）附近登陆。

9月5日
- 凌晨0点：飓风费利克斯降级成热带风暴。
- 早上6点：热带风暴费利克斯减弱成热带低气压。
- 中午12点：热带低气压费利克斯退化成残留低气压。

9月8日
- 凌晨0点：亚热带风暴加布里埃尔在北卡罗莱纳州了望岬（Cape Lookout）东南方向约620公里洋面形成。
- 下午18点：亚热带风暴加布里埃尔转变成热带风暴加布里埃尔。

9月9日
- 下午15点30分：热带风暴加布里埃尔以每小时95公里风速在了望角国家海岸附近登陆。

9月10日
- 早上6点：热带风暴加布里埃尔减弱为热带低气压。

9月11日
- 中午12点：热带低气压加布里埃尔消散。

9月12日
- 中午12点：第八号热带低气压在小安的列斯群岛以东海域形成。
- 中午12点：热带风暴温贝托在休斯敦东南方向的墨西哥湾形成。

9月13日
- 早上6点：热带风暴温贝托达到飓风强度。
- 早上6点：第八号热带低气压成为热带风暴并获名“英格丽德”（Ingrid）。
- 早上7点：飓风温贝托以每小时150公里风速在德克萨斯州加尔维斯顿县高岛（High Island）以东不远处登陆。
- 下午18点：飓风温贝托降级为热带风暴。

9月14日
- 凌晨0点：热带风暴温贝托减弱成热带低气压。
- 早上6点：热带低气压温贝托退化成残余低气压。

9月15日
- 下午18点：热带风暴英格丽德降级成热带低气压。

9月17日
- 早上6点：热带低气压英格丽德退化成残留低气压。

9月21日

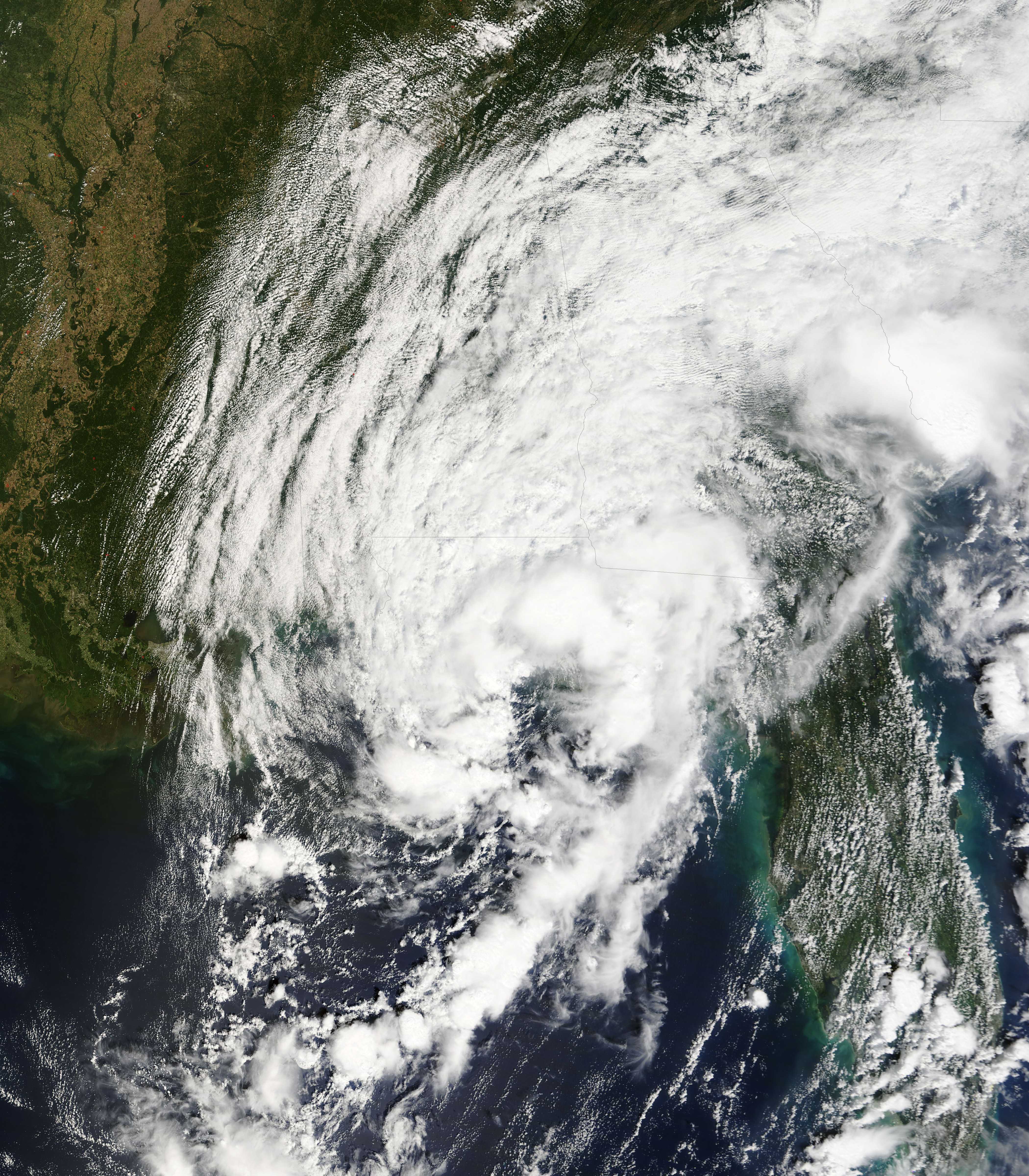
即将登陆的第十号热带低气压。

- 中午12点：第十号亚热带低气压在佛罗里达州西北狭长地带以南的墨西哥湾形成。
- 下午18点：第十号亚热带低气压获重新分类为第十号热带低气压。

9月22日
- 凌晨0点：第十号热带低气压以风力时速45公里强度从佛罗里达州华尔顿堡滩附近登陆。
- 早上6点：第十号热带低气压退化成残留低气压。

9月23日
- 凌晨0点：第十一号亚热带低气压在大西洋开放水域形成。
- 早上6点：第十一号亚热带低气压增强成亚热带风暴并获名“杰里”（Jerry）。

9月24日
- 凌晨0点：亚热带风暴杰里重新归类为热带风暴杰里。
- 下午18点：热带风暴杰里减弱成热带低气压。

9月25日
- 凌晨0点：热带低气压杰里消散。
- 凌晨0点：第十二号热带低气压在向风群岛南部以东海域形成。
- 早上6点：第十二号热带低气压升级成热带风暴并获命名为“卡伦”（Karen）。
- 下午18点：第十三号热带低气压在坦皮科以东的南墨西哥湾形成

9月26日
- 中午12点：热带风暴卡伦达到飓风强度标准。

9月27日
- 凌晨0点：飓风卡伦减弱成热带风暴。
- 中午12点：第十三号热带低气压升级成热带风暴洛伦佐。

9月28日
- 凌晨0点：热带风暴洛伦佐强化成飓风。
- 早上5点：飓风洛伦佐以风力时速120公里强度在墨西哥韦拉克鲁斯州特科卢特拉（Tecolutla）登陆。
- 早上6点：第十四号热带低气压在佛得角西南方向海域形成。
- 中午12点：飓风洛伦佐降级成热带低气压。

9月29日
- 凌晨0点：热带低气压洛伦佐在墨西哥内陆上空消散。
- 早上6点：第十四号热带低气压达到热带风暴并获名“梅利莎”（Melissa）。
- 早上6点：热带风暴卡伦减弱成热带低气压。
- 中午12点：热带低气压卡伦在背风群岛以东近海退化成低气压。

9月30日
- 早上6点：热带风暴梅利莎降级成热带低气压。
- 下午18点：热带低气压梅利莎减弱成残留低气压。

### 10月
10月11日
- 中午12点：第十五号热带低气压在百慕大以东洋面形成。

10月13日
- 凌晨0点：第十五号热带低气压退化成残留低气压。

10月28日
- 凌晨0点：第十六号热带低气压在加勒比海中部形成。

10月28日
- 中午12点：第十六号热带低气压达到热带风暴强度并获命名为“诺埃尔”（Noel）。

10月29日
- 早上7点：热带风暴诺埃尔以每小时85公里风速登陆海地雅克梅勒。

10月30日
- 早上6点：热带风暴诺埃尔以风力时速95公里强度在古巴奥尔金省小镇古尔达拉瓦卡（Guardalavaca）附近进行了第二次登陆。

### 11月
11月1日

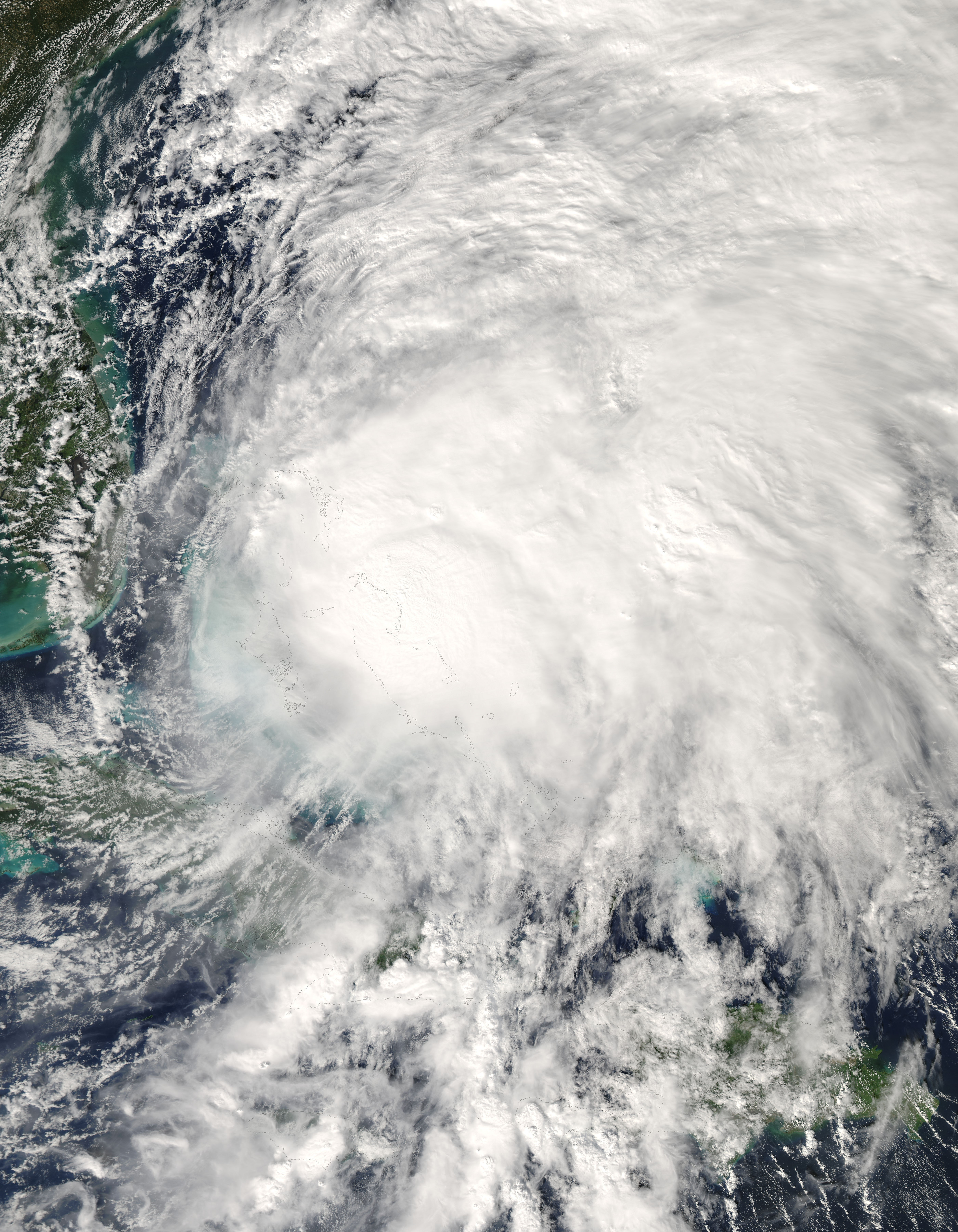
热带风暴诺埃尔从巴哈马上空经过。

- 下午13点15分：热带风暴诺埃尔以每小时95公里风速在巴哈马安德罗斯岛进行第三度登陆。
- 下午17点45分：热带风暴诺埃尔以风力时速100公里强度在巴哈马拿骚新普罗维登斯岛进行第四次登陆。

11月2日：
- 凌晨0点：热带风暴诺埃尔达到飓风强度。

11月3日
- 凌晨0点：飓风诺埃尔转变成温带气旋。

### 12月
12月1日
- 早上4点59分：2007年大西洋飓风季正式结束。

12月11日
- 凌晨0点45分：亚热带风暴奥尔加在波多黎各以北海域形成。
- 下午18点：亚热带风暴奥尔加以每小时75公里风速在波多黎各中北部、下维加以西附近登陆。
- 下午18点：亚热带风暴奥尔加获重新归类成热带风暴奥尔加。
- 下午18点：热带风暴奥尔加以风力时速95公里强度从多米尼加蓬塔卡纳（Punta Cana）以南不远处登陆。

12月12日
- 下午18点：热带风暴奥尔加减弱成热带低气压。

12月13日
- 凌晨0点：热带低气压奥尔加退化成加勒比海上空的一片残留低气压。

## 解释说明
1. ↑  大型飓风指最大持续风速可以在萨菲尔-辛普森飓风等级中达到三级或以上的风暴[3]。